# Annick Obonsawin
Annick Obonsawin es una actriz de voz y música canadiense. Ha desempeñado papeles en muchos espectáculos de niños como Inez en Cyberchase y Zorrillo en Franklin. También le pone la voz a Slappy the Dummy en Escalofríos, así como Sierra en Luz, Drama, Acción, Drama Total Gira Mundial y Drama Total Todos Estrellas. Annick vive con su madre, padre y hermana en Unionville (Ontario). Además, dio su voz a Jamie, a Johnny y a la hermana de Jimmy en la película de animación de 2014 Loco por las Nueces. También dio voz a Belinda en el TVOKids/Disney Junior serie de televisión animada Ella la Elefante.

## Filmografía
| Año  | Película                    | Papel         | Notas |
| ---- | --------------------------- | ------------- | ----- |
| 1995 | Doble de Amor               | Brenda Butkis |       |
| 1997 | Silencio                    | Mary          |       |
| 1999 | Tocado                      | Dixie         |       |
| 2002 | Madeline: Mi Justa Madeline | Emma          | Voz   |
| 2007 | Charlie Bartlett            | Daisy         |       |
| 2014 | The Nut Job                 | Jamie         | Voz   |

## Televisión
| Año           | Película                            | Papel                | Episodios y notas |
| ------------- | ----------------------------------- | -------------------- | --- |
| 1995          | La Historia Sin Fin                 | Gaya (voz)           | 1 episodio: Ciudad del Terror |
| 1995–1997     | Escalofríos                         | Slappy / Sari Hassad | 3 episodios |
| 1998          | Anatole                             | Claudette (voz)      | Personaje recurrente, 5 episodios |
| 1999          | Angela Anaconda                     | Karlene Trainor      | Personaje recurrente |
| 1996–2000     | Las Aventuras de Shirley Holmes     | Alicia Gianelli      | Papel principal, 36 episodios |
| 1998–2004     | Franklin                            | Zorrillo (voz)       | Personaje recurrente, 16 episodios |
| 2006          | Time Warp Trio                      | Anna                 | Papel secundario |
| 2006–2007     | Erky Perky                          | Stinks               | Papel secundario, 18 episodios |
| 2009          | Almacén 13                          | Minnie Harris        | 1 episodio, episodio 1: Piloto |
| 2009          | Flashpoint                          | Rachel               | 1 episodio, episodio 24: Nunca te Fallaré |
| 2010-2015     | Drama Total                         | Sierra (voz)         | Invitada (segunda temporada, primer capítulo) Principal (tercera temporada, 25 capítulos) Cameo (cuarta temporada, primer capítulo) Secundario (quinta temporada, 9 capítulos) |
| 2013          | Ella la Elefante                    | Belinda (voz)        | Protagonista |
| 2013-presente | Peg in Cat                          | Mora (voz)           | Personaje secundario |
| 2013-presente | Pac-Man y las Aventuras Fantasmales | Voces extras         | Protagonista |